# Капитан Крюк (Дисней)
Капитан Крюк (англ. Captain Hook) — главный антагонист 14-го диснеевского полнометражного мультфильма «Питер Пэн», снятого по мотивам одноимённого романа Джеймса М. Барри. В мультсериале «Джейк и пираты Нетландии» Капитан Крюк выступает главным соперником для группы детей, являющимися главными героями. Но в основном Капитан Крюк — заклятый враг Питера Пэна, при этом часто проявляя непомерную истеричность и трусость. Он имеет прозвище «Вобла», данное ему Питером Пэном, а также, в отличие от книги, он имеет крюк на левой руке, вместо правой. Имеет большую команду пиратов. В оригинальном фильме, его озвучил актёр Ганс Конрид, в настоящее время его озвучиванием занимается актёр Кори Бёртон.

## Создание персонажа
Капитан Крюк был анимирован Фрэнком Томасом, аниматором студии Disney.

### Озвучивание
На роль капитана Крюка был выбран актёр Ганс Конрид, которой также стал прототипом для внешности персонажа.

### Однажды в сказке
Капитан Крюк появляется в популярном в США сериале Однажды в сказке. Со второго сезона играет одну из главных ролей в сериале.